# 徳山道立公園
座標: 北緯36度40分12.9秒 東経126度37分40.2秒 / 北緯36.670250度 東経126.627833度
徳山道立公園（トクサン どうりつ こうえん）は、忠清南道礼山郡徳山面一円の道立公園である。徳山面の柿梁里・斜川里・屯里・上伽里・広川里などを含む。公園内には元暁峰・石門峰・湖西の小金剛と称される徳崇山とヘテ岩（いわ）などの瀑布と美しい渓谷がある。なおかつ尼寺として名高い修徳寺が構えており、1990年11月1日より炊事行為が全面禁止された。主要文化財としては修徳寺大雄殿（国宝第49号）、弥勒の石の立像、尹奉吉義士遺品などがある。